# Gneisenau (1938)
Pour les autres navires du même nom, voir Gneisenau.
Le Gneisenau fut, pendant la Seconde Guerre mondiale, un célèbre cuirassé de 31 100 tonnes de la Kriegsmarine allemande. Ce navire, mis en service en 1938, naviguait habituellement accompagné de son navire-frère de la classe Scharnhorst, le Scharnhorst, resté aussi célèbre pour ses victoires. Il est baptisé d'après le nom du comte prussien August Neidhardt Von Gneisenau (1760-1831), qui combattit lors des guerres anti-française du début du XIXe siècle, et notamment lors du siège de Kolberg en 1807.

## Conception

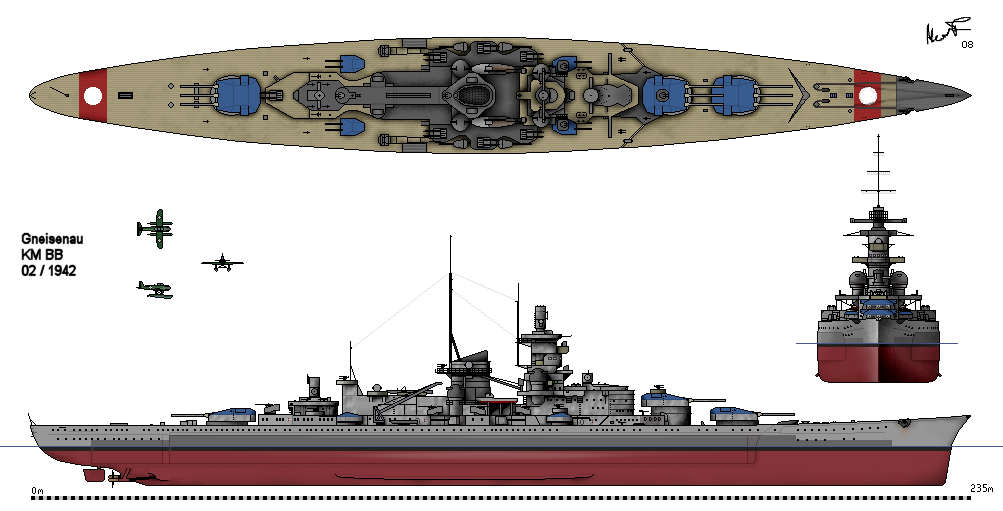
Schéma en 3 vues du Gneisenau en 1942.

### Construction
Commandé, en février 1934, au chantier naval de la Deutsche Werke Kiel (DWK), la construction fut retardée pour des raisons techniques jusqu’en mai 1935. Armé puissamment pour l’époque, sa coque blindée comportait une ceinture principale de 350 millimètres (13,78 pouces) d’acier comparable aux cuirassés modernes existant alors. Son blindage était supérieur, donc plus lourd, que celui des croiseurs de bataille britanniques de la classe Renown de la Première Guerre mondiale et des croiseurs de bataille français Dunkerque et Strasbourg. En effet 40,20 % du poids est consacré à la protection.

### Protection
Une cuirasse verticale visible depuis l'extérieur couvre toute la longueur entre les deux tourelles extrêmes. Elle fait 350 mm, mais la partie inférieure se réduit à 170 mm. Au-dessus existe un blindage léger de 45 mm. À l'avant et à l'arrière de cette ceinture, la protection se limite à un blindage de 70 mm. Un pont blindé supérieur fait 50 mm. Il est censé arrêter les éclats et faire exploser les projectiles avant le pont blindé inférieur. Celui-ci fait 80 mm d"épaisseur et 105 mm sur sa partie extérieure, inclinée pour se raccorder au bas de la ceinture cuirassée. Le blockhaus est protégé par une paroi de 350 mm. La direction de tir est couverte par un blindage de 20 à 100 mm. La protection sous-marine se compose de doubles fonds et de compartiments, dont la dernière paroi, avant les parties vitales du navire, fait 45 mm.

### Histoire
Le Gneisenau et le Scharnhorst étaient des sister ships, que les marins avaient surnommés « les jumeaux » car ils naviguaient ensemble sur tous les théâtres d'opérations. Un de leurs points faibles est leur franc-bord trop bas, ce qui les rendait peu manœuvrants par gros temps. Pour améliorer leurs qualités nautiques, ils seront modifiés, et recevront notamment une nouvelle étrave à la guibre et au dévers plus prononcés, dite « étrave Atlantique ».
Le 9 septembre 1939, après la déclaration de la seconde guerre mondiale, le Gneisenau est attaqué par la Royal Air Force à Brunsbüttelkoog, sans subir de dommages importants. Le 8 octobre, il navigue avec le Scharnhorst, le croiseur léger Köln et neuf destroyers dans l'Atlantique nord pour empêcher le ravitaillement des forces alliées. Lors de cette mission, les « jumeaux » coulent le croiseur auxiliaire HMS Rawalpindi mais le Gneisenau subit des avaries sérieuses.
En 1940, il participe à l'invasion de la Norvège et combat contre le HMS Renown (un croiseur de bataille de la Première Guerre mondiale). Il subit à nouveau quelques dégâts au niveau de la tourelle numéro 3 et du radar arrière. Le 5 mai 1940, il heurte une mine magnétique qui occasionne des dégâts sur bâbord arrière, provoque une voie d'eau dans un compartiment machines et bloque son gouvernail. Il ne sera plus maître de sa manœuvre pendant 18 minutes. Les avaries de combat seront réparées le 21 mai 1940 à Kiel (Allemagne).

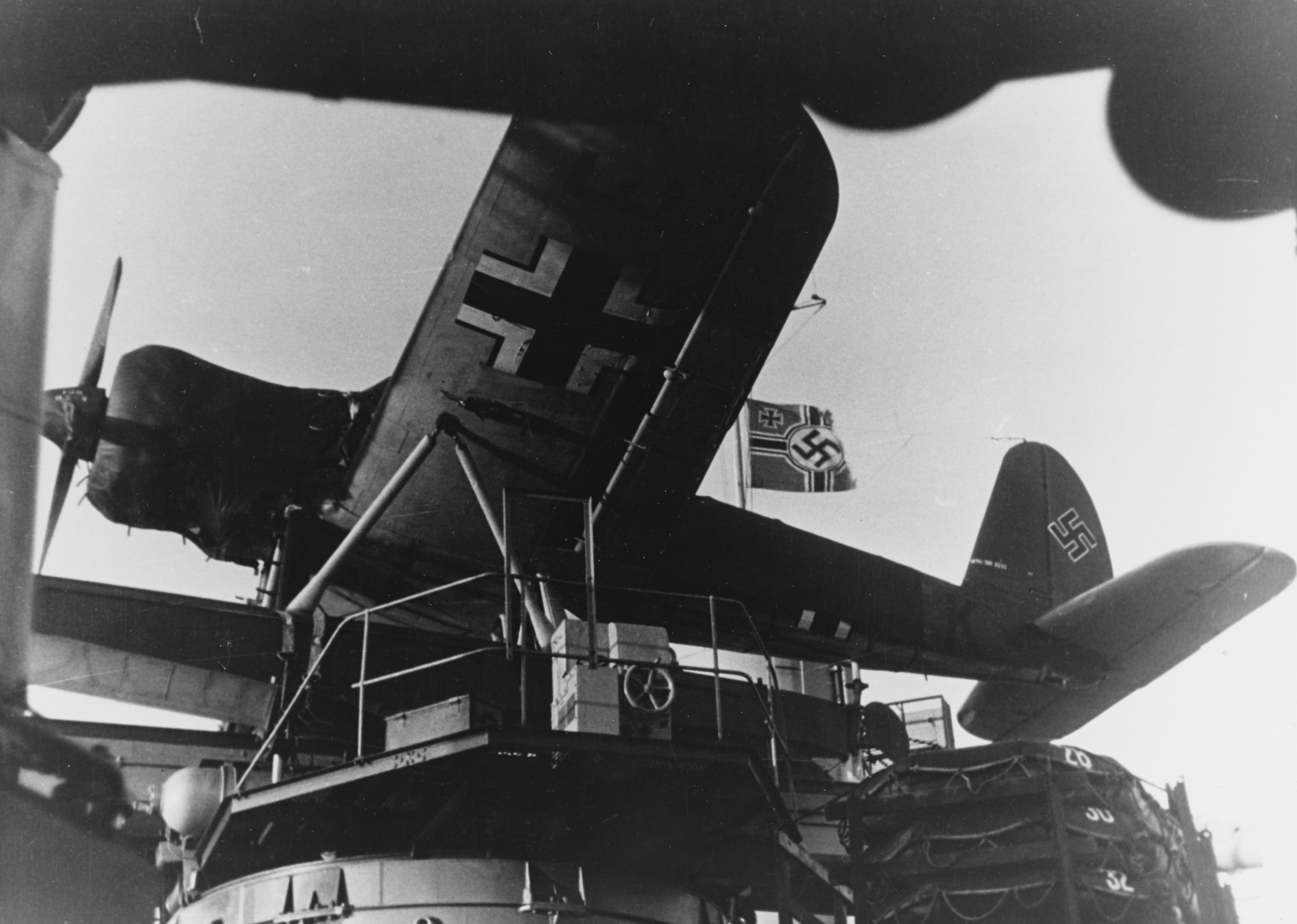
Hydravion Arado 196 sur le Gneisnau en 1940.

Le 8 juin 1940, lors d’un retrait des troupes britanniques, le Gneisenau et le Scharnhorst envoient par le fond, par surprise, le porte-avions britannique HMS Glorious et les deux destroyers qui l'escortent, le HMS Acasta et le HMS Ardent, après un combat inégal et héroïque des destroyers.
Le Gneisenau est à nouveau torpillé dans l'Atlantique nord vers la fin du mois de juin. Après quelques réparations, le Gneisenau et le Scharnhorst écument les mers sur ordre des autorités, de janvier à mars 1941 (opération Berlin). Le tableau de chasse est impressionnant puisque le Gneisenau coule 14 cargos et pétroliers sans escorte, et le Scharnhorst en coule 8.
Les deux navires, revenus à Brest, subissent des attaques aériennes de la Royal Air Force (escadron 22), et sont touchés assez sérieusement le 6 avril 1941 et dans la nuit du 9 avril 1941. En réparation à Brest, ils sont immobilisés jusqu'à fin décembre 1941.

### Fin duGneisenau
En février 1942, le Gneisenau, le Scharnhorst et le croiseur lourd Prinz Eugen, lors d’un retour stratégique vers l'Allemagne, appelé opération Cerberus, quittent Brest. Ils forcent le passage de la Manche, en dépit de la violente opposition de la RAF et des vedettes lance-torpilles de la Royal Navy, sous la protection de la Luftwaffe. L'explosion d'une mine sur son passage oblige le Gneisenau à subir des réparations à Kiel (Allemagne).
Dans la nuit du 26 février 1942, le Gneisenau est attaqué dans sa cale sèche par 178 bombardiers de la RAF : une explosion à l’intérieur du navire détruit sa tourelle avant et brûle toute sa proue. Il est alors prévu de remplacer les 3 tourelles triples de 280 mm par 3 tourelles doubles de 380 mm.
Le navire est transféré à Gotenhafen, mais les travaux sont interrompus au printemps 1943 sur ordre de Hitler, exaspéré par l'échec de sa flotte de surface à la bataille de la mer de Barents. Le Gneisenau est alors désarmé et retiré du service.
Alors que l'Armée rouge avance sur la ville, il est coulé comme blockship dans le port de Gotenhafen. Il a été renfloué par la Pologne pour être démoli en 1951.

### Commandants
- KzS Erich Forste - 21 mai 1938 au 25 novembre 1939.
- KzS Harald Netzbandt - 25 novembre 1939 au 20 août 1940.
- KzS/KADM Otto Fein - 20 août 1940 au 11 avril 1942.
- KzS Rudolf Peters - 11 avril 1942 au 1er juillet 1942.

## Musée

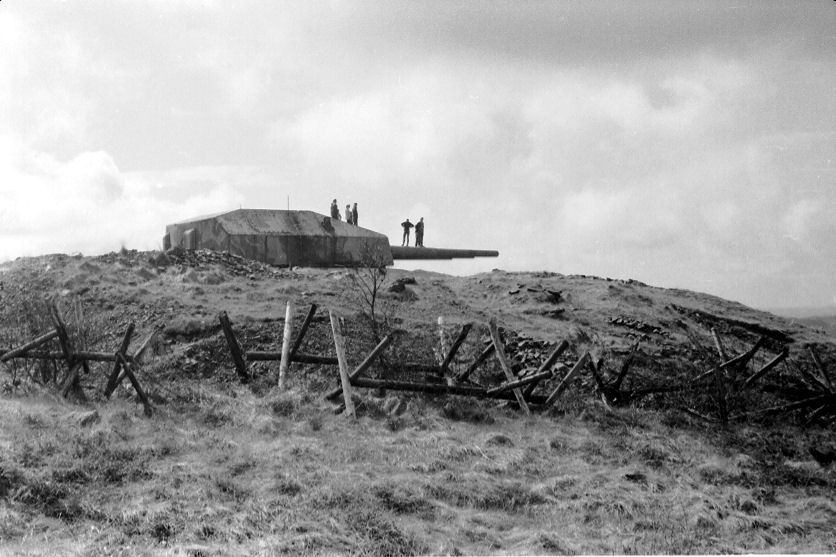
La tourelle Bruno à Fjell, en 1963.

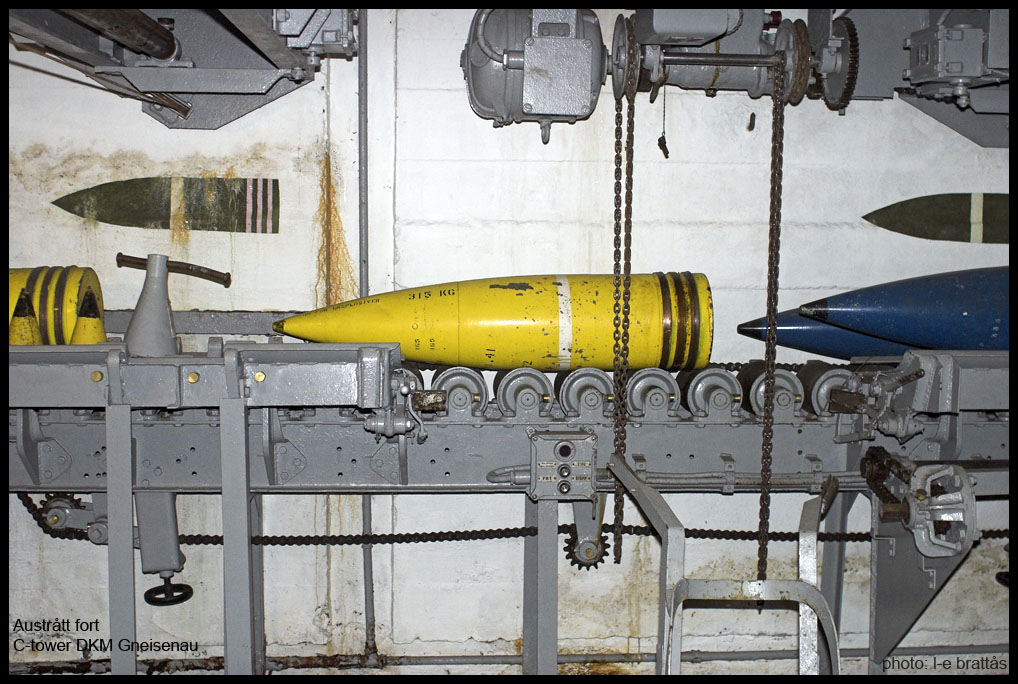
Armement de la tourelle César du Gneisenau.

Une des trois tourelles doubles de 380 mm, prévue pour remplacer celles de 280 mm après une importante refonte, est exposée aujourd'hui au musée de Hanstholm au Danemark.
La tourelle no 1, Anton a été enlevée et envoyée aux Pays-Bas pour la défense côtière près de Hoek au fort Stichting.
La tourelle no 2, Bruno a été ensuite utilisée comme canon-triple de la batterie côtière de Fjell, en Norvège, pour protéger Bergen.
À l'arrière, la tourelle no 3, Caesar a été utilisée comme batterie côtière au fort d'Austråt à Ørland près de Trondheim, (Norvège).